# Боб (ураган)
Ураган «Боб» (англ. Hurricane Bob) прошёл на юго-востоке США в июле 1985 года. Это был второй по счёту тропический циклон и первый ураган в сезоне 1985 года. Зародившись 21 июля в Мексиканском заливе, «Боб» начал движение на восток, достигнув юго-запада Флориды как слабый тропический циклон, затем повернул на север и быстро усилился до урагана, достигнув первой категории по шкале Саффира — Симпсона.
«Боб» нанёс ущерб на сумму в 20 миллионов долларов и стал косвенной причиной смерти пяти человек. Он стал одним из шести ураганов, обрушившихся на территорию США за один сезон (что повторило предыдущий рекорд).
Во Флориде ураган вызвал обильные дожди. Максимальный уровень осадков достиг 508 миллиметров в Эверглейдс-Сити. На большинстве площадей ливни пошли на пользу из-за сухой погоды в течение года. В Южной Каролине, где ураган окончательно потерял свою силу, ущерб был минимальным. В Виргинии циклон породил три смерча, один из которых уничтожил два дома.

## Метеорологическая история

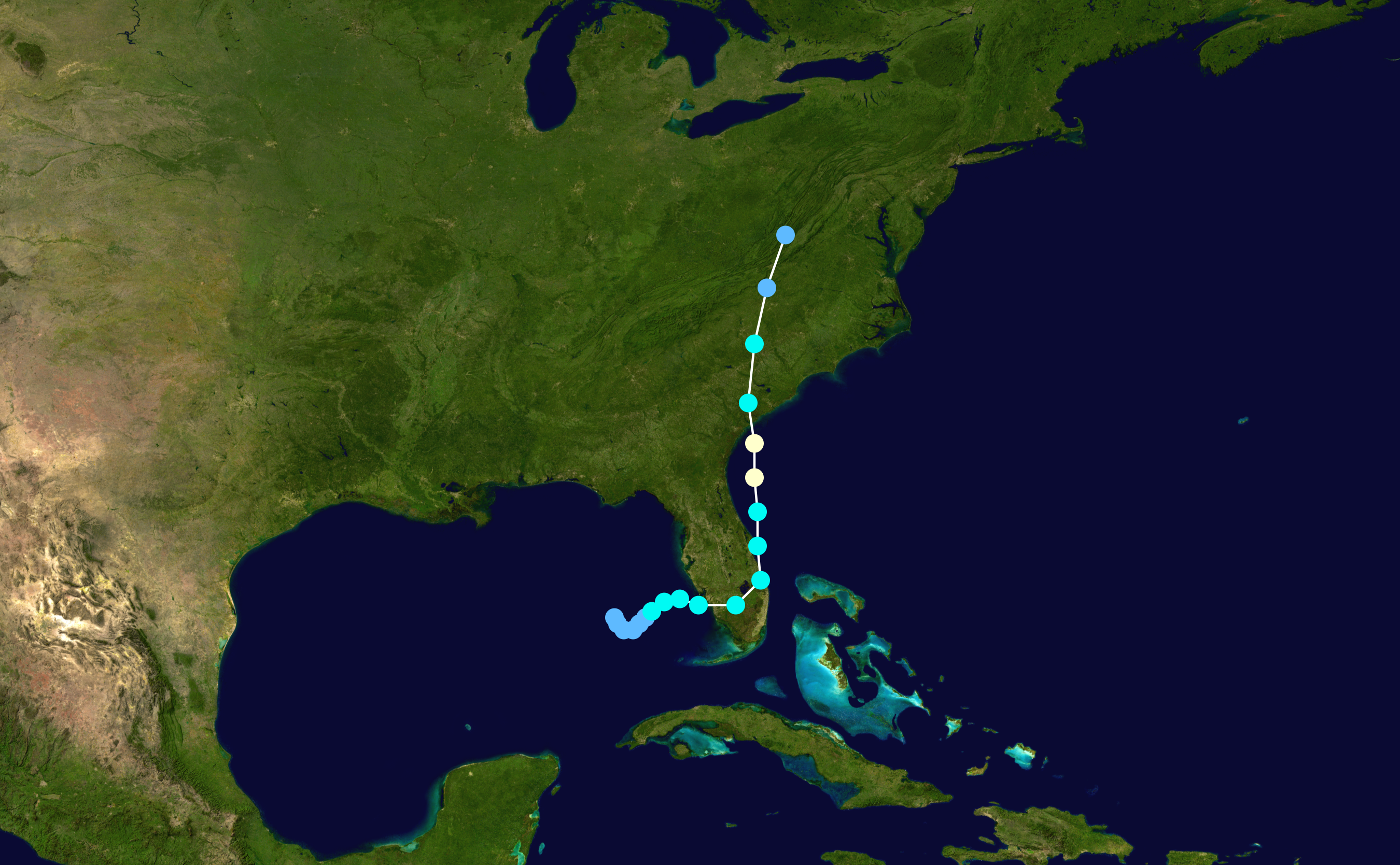
Траектория движения

Остатки тропической волны 20 июля проникли в Мексиканский залив. Область с низким давлением преобразовалась в тропическую депрессию 21 июля, которая перемещалась сначала на юго-восток, затем на северо-восток и в конце на восток. Согласно данным охотников за ураганами, тропический шторм образовался 22 июля.
Над Флоридой «Боб» перемещался на северо-восток и позже на север. Покинув полуостров 24 июля, ураган пересёк линию Атлантического океана рядом с Веро-Бич. Продвигаясь над тёплыми водами Гольфстрима, он быстро достиг первой категории в районе 115 километров южнее Джэксонвилла.
Ураган продолжил движение на север и 25 июля со скоростью 120 километров в час достиг Бьюфорта. Над сушей «Боб» начал ослабевать и в течение нескольких часов уменьшился до тропического шторма. Спустя двенадцать часов его сила спала до тропической депрессии на границе штатов Северная Каролина и Виргиния. Окончательно стих над Виргинией 26 июля.

## Подготовка
Когда «Боб» стал тропическим штормом, Национальный ураганный центр издал предупреждение для части Флориды. Маленьким судам рекомендовалось оставаться в порту. В то время как шторм находился в центральной части восточного побережья Флориды, ураганный центр расширил предупреждение на части штатов Джорджия и Южная Каролина, кроме того был поднят уровень опасности сначала на одну ступень до предварительного предупреждения об урагане (англ. hurricane watch) и, когда «Боб» стал ураганом первой категории, ещё на одну до предупреждения об урагане (англ. hurricane warning).
Тысячи жителей были эвакуированы из прибрежной зоны в Южной Каролине, многие из них были размещены в отелях. 850 человек находились в убежищах.

## Последствия
Общий ущерб составил 20 миллионов долларов, погибло пять человек. Имя «Боб» было использовано впоследствии для урагана (англ. Hurricane Bob) в 1991 году.

### Флорида

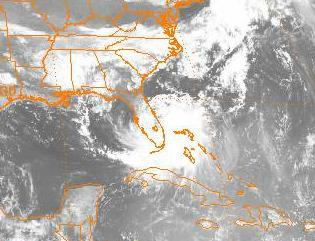
Тропический шторм «Боб» над Флоридой

Тропическим штормом были затоплены дороги и повалены деревья. Из-за сильных волн было прервано сообщение с островами Санибель (англ. Sanibel, Florida) и Марко (англ. Marco Island, Florida), что оставило их на некоторое время в изоляции. Оно было восстановлено после того, как вода отступила.
От 1200 до 1500 домов остались без электричества по состоянию на 23 июля.
Общий ущерб был минимален. В основном пострадали прибрежные объекты. Дожди, сопровождавшие циклон, пошли на пользу земельным участкам, страдавшим от сухой погоды. На северо-востоке Флориды и Джорджии были затронуты пляжные территории. «Боб» был одним из четырёх тропических циклонов на территории Палм-Бич
начиная с 1878 года.

### Северная и Южная Каролина

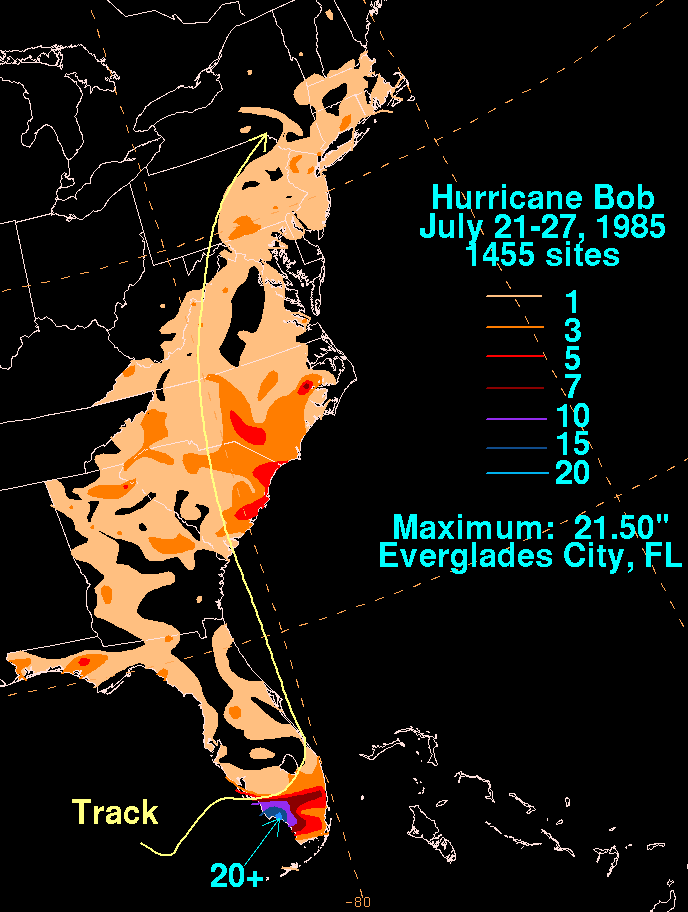
Осадки, вызванные ураганом

В районе Чарлстона были разбиты окна и порваны линии электропередач. Всего около 35 тысяч людей в Южной Каролине остались без электричества.
В Северной Каролине выпало около 25 миллиметров осадков в виде дождя, а в Бьюфорте около 178 миллиметров. Шторм стал также причиной гибели одного человека в ДТП.

### Средне-Атлантические штаты и Новая Англия
В Виргинии ураган породил три смерча. В Албемарле были разрушены два дома и вырваны с корнем несколько деревьев. В Гучленде и Хановере было уничтожено десять домов.
Непогода сорвала Всемирный слёт скаутов 1985 года недалеко от Фредериксберга, опрокинув сотни палаток и пятьдесят туалетных кабинок. Несколько скаутов получили травмы.
Скорость ветра в 77 километров в час была зафиксирована в аэропорту имени Рональда Рейгана, около 30 тысяч человек в районе Вашингтона и приблизительно 125 тысяч в Балтиморе остались без электричества.
Непогода привела к ДТП на дорогах, в результате которых один человек погиб в Вашингтоне и три в Мэриленде.

## Комментарии
1. ↑  См. Предупреждения о тропических циклонах (англ. Tropical cyclone warnings and watches).
2. ↑  Имена ураганов, которые нанесли значительный ущерб и привели к большому числу жертв, не используются повторно. См. именование тропических циклонов.